# Utivarachna angsoduo
Espèce
Utivarachna angsoduo est une espèce d'araignées aranéomorphes de la famille des Trachelidae.

## Distribution
Cette espèce est endémique de Sumatra en Indonésie. Elle se rencontre dans le kabupaten de Sarolangun vers Dusun Baru.

## Description
Le mâle holotype mesure 4,90 mm.

## Systématique et taxinomie
Cette espèce a été décrite par Dhiya'ulhaq et Dupérré en 2024.

## Publication originale
- Dhiya'ulhaq, Dupérré, Buchori, Scheu & Drescher, 2024 : « Four new species of Utivarachna Kishida, 1940 (Araneae: Trachelidae) from Sumatra. » Zootaxa, no 5418(5), p. 551-575.